# Knarrevik/Straume
Knarrevik/Straume är en tätort som utgör centralort i Øygardens kommun i Vestland fylke i västra Norge. Orten, som är en sammanväxning av Knarrevik och Straume (där kommunens administration finns), är belägen på ön Litlesotra (även Lille Sotra) väster om staden Bergen. Sedan broförbindelse öppnats med fastlandet 1971 har befolkningen vuxit kraftigt. Tätorten har 12 042 invånare (2022).
Orten utgjorde tidigare centralort i dåvarande Fjells kommun i Hordaland fylke.